# Sprungschaltung
Sprungschaltung ist ein Begriff aus der Fahrzeugtechnik. Als Sprungschaltung wird ein Schaltvorgang über mehr als eine Stufe (etwa von der 4. in die 2.) bei Automatikgetrieben bezeichnet. 
Konstruktionsbedingt sind bei "klassischen" Automatikgetrieben (lamellenkupplungsbetätigten Wandler-Automaten mit Planetengetrieben) nur eine bedingte Anzahl von Schaltsprüngen möglich: 
- beim Vierstufengetriebe kann maximal ein Gang übersprungen werden,
- bei fünf Stufen zwei Gänge
- und bei sechs und sieben Stufen zwei bis vier.
- bei Doppelkupplungsgetrieben kann nur eine ungerade Anzahl von Gängen geschaltet werden, d. h., es kann nur gerade Anzahl von Gängen übersprungen werden. Oftmals kann daher nicht direkt in den leistungsfähigsten Gang geschaltet werden.

Die Anzahl der Stufen, die mit einem Schaltvorgang vor- und zurückgeschaltet werden können, werden auch als "Freiheitsgrad" eines Automatikgetriebes bezeichnet. Die Beschränkung auf einen bestimmten Freiheitsgrad beruht darauf, dass bei einem Schaltvorgang nicht mehr als zwei Kupplungen (meist in Form von Lamellenkupplungen oder -bremsen auf einen Planetenradsatz realisiert) gleichzeitig betätigt werden dürfen, um den Kraftfluss zwischen Getriebe-Eingangsseite und -Ausgangsseite zu unterbrechen bzw. nicht zu blockieren.
Nicht alle theoretisch möglichen Sprungschaltungen werden auch genutzt, so ist etwa ein Schaltsprung von Stufe 4 in Stufe 2 beim Vierstufen-Automat für starke Beschleunigung (etwa zum Überholen) sinnvoll, die Schaltung von 2 nach 4 wird aber nicht genutzt.
Die Bedingungen zur Sprungschaltung waren in früheren Automatikgetrieben in einer komplexen hydraulischen Steuerung abgebildet, zumeist hinter einem seitlichen Getriebedeckel als kompliziertes Feingussteil realisiert. Seit vielen Jahren nun werden die Steuerungsvorgänge immer mehr elektronisch gesteuert.